# Wang Lianyuan
Wang Lianyuan (26 de agosto de 1994) é uma triatleta profissional chinesa.

## Carreira

### Rio 2016
Wang Lianyuan disputou os Jogos do Rio 2016, terminando em 48º lugar com o tempo de 2:11:12.